# 特爾比尤倫斯海崖
67°9′S 56°29′E / 67.150°S 56.483°E
特爾比尤倫斯海崖是南極洲的海崖，位於恩德比地，處於雷納峰東北面30公里，是羅伯特冰川的東岸，根據澳大利亞的測量和空中照片被繪入地圖。